# The Solids
The Solids je americká hudební skupina hrající power pop. Kapela byla založena v roce 1996 z Middletownu v Connecticutu. Členy skupiny jsou Carter Bays, Craig Thomas, Patrick Butler a C.C. DePhil.
Mezi hlavní hity kapely patří písně The Future Is Now a Hey, Beautiful, které se staly hlavními skladbami sitcomu Oliver Beene, respektive Jak jsem poznal vaši matku.